# Bitterlief
Bitterlief is het negentiende studioalbum van Stef Bos en verscheen in 2023. Datzelfde jaar had Bos een gelijknamige theatertour in Zuid-Afrika, Nederland en België. De term Bitterlief is afkomstig uit het Afrikaans en wordt gebruikt om te zeggen dat je van iemand houdt. Het album stond twee weken in de Nederlandse Album Top 100 en piekte op plek 53. In de Vlaamse Ultratop 200 was Bitterlief vijf weken genoteerd, waarbij het tot plek 22 reikte.

## Nummers
Voor deze lijst is de volgorde op Spotify aangehouden:

| Nr. | Titel                          | Schrijver(s)                    | Duur |
| --- | ------------------------------ | ------------------------------- | ---- |
| 1.  | En wij vergeten soms te dromen | Stef Bos                        | 4:47 |
| 2.  | Geen ander                     | Stef Bos, Ton Snijders          | 3:31 |
| 3.  | Iemand moet het doen           | Stef Bos                        | 2:27 |
| 4.  | Je leeft maar 1 keer           | Stef Bos, Jonathan Vandenbroeck | 2:54 |
| 5.  | Ik denk aan jou                | Stef Bos                        | 4:54 |
| 6.  | De weg                         | Stef Bos                        | 3:19 |
| 7.  | Bitterlief                     | Stef Bos                        | 3:50 |
| 8.  | Onder mijn huid                | Stef Bos, Tom Van Laere         | 3:45 |
| 9.  | Alles op zijn tijd             | Stef Bos, Steven Cornillie      | 2:47 |
| 10. | Je wordt gemist                | Stef Bos                        | 3:21 |
| 11. | Als niemand haar ziet          | Stef Bos                        | 3:07 |